# Rockglen
Rockglen est une ville de la Saskatchewan au Canada.

## Géographie
La localité de Rockglen est située dans le sud de la province de Saskatchewan.

## Démographie
| 2011 | 2016 | 2021 |
| ---- | ---- | ---- |
| 400  | 441  | 399  |